# D×D×D
D×D×D es el cuarto álbum de estudio en japonés de la banda surcoreana Shinee, lanzado el 1 de enero de 2016, en Japón por Universal Music Japan sub-discográfica de EMI Records. El álbum cuenta con tres sencillos lanzados anteriormente, «Your Number», «Sing Your Song», la versión japonesa de «View» originalmente en coreano, y además un nuevo sencillo «DxDxD».
Este álbum alcanzó el puesto número uno en la lista de popularidad semanal de Oricon, manteniéndose en esa posición durante tres semanas consecutivas, también fueron los primeros en las  listas de artistas de Oricon en 2016, desde su previo álbum japonés I'm Your Boy.

## Antecedentes y lanzamiento
El álbum fue lanzado en tres versiones: una limitada CD + Blu-ray edición «A», un CD + DVD edición limitada «B» y una edición regular. Ambas ediciones limitadas fueron alojados en un digipak y un estuche y venía con 48 páginas de fotos tipo folleto (A), una tarjeta de comercio (uno de cinco) y una hoja de aplicación de un evento especial. El Blu-ray de una edición limitada, además de los vídeos musicales y el making-ofs, también incluyó una alta resolución (48 kHz / 24bit) en la grabación del álbum. La edición regular vino con un photobooklet de 28 páginas (B) y una hoja de aplicación de un evento especial. El álbum incluye todas las pistas de los últimos dos sencillos japoneses del grupo «Sing Your Song» y «Your Number», una versión en japonés de su canción coreana «View», y siete nuevas canciones.

### La cuarta gira en Japón
Shinee World de 2016 será la cuarta gira de conciertos a nivel nacional, de SHINee para promover su cuarto álbum de estudio japonés. La gira comenzó en Fukuoka el 30 de enero de 2016 y terminó en Hokkaido el 24 de abril de 2016, con un total de 16 conciertos en 8 ciudades.
Después de que el gran éxito de su primera de dos días en el escenario en el Domo de Tokio de marzo de 2015, SHINee regresó con un recorrido más formal como parte de la Japan Arena Tour, en el Domo de Kyocera el 14 y 15 de mayo de 2016 y estuvieron de nuevo en el Domo de Tokio los días 18 y 19 del mismo mes.

## Lista de canciones
| N.º | Título                    | Letras                         | Música                                                  | Duración |  |
| 1.  | «D×D×D»                   | Hidenori Tanaka (agehasprings) | Kevin Charge, Ricky Hanley, Yumiko Okada, Hide Nakamura | 3:27     |  |
| 2.  | «Wishful Thinking»        | KAMIKAORU                      | Andreas Öberg, Caesar & Loui                            | 3:12     |  |
| 3.  | «Wanted»                  | Sara Sakurai                   | Christian Fast, Didrik Thott, Henrik Nodenback          | 3:17     |  |
| 4.  | «Boys Will be Boys»       | Kanata Okajima                 | Erik Lidbom                                             | 3:58     |  |
| 5.  | «View» (Japanese Version) | Sara Sakurai                   | LDN Noise, Ryan S.Jhun, Adrian McKinnon                 | 3:13     |  |
| 6.  | «Your Number»             | Junji Ishiwatari               | Chris Meyer, Kevin Charge                               | 4:19     |  |
| 7.  | «Good Good Feeling»       | Sara Sakurai                   | Chris Meyer, Kevin Charge                               | 3:46     |  |
| 8.  | «Photograph»              | Junji Ishiwatari               | Ricky Hanley, Rob Derbyshire                            | 3:14     |  |
| 9.  | «Sweet Surprise»          | Junji Ishiwatari               | Andreas Stone Johansson, Andreas Öberg, STEVEN LEE      | 3:35     |  |
| 10. | «Sing Your Song»          | Junji Ishiwatari               | Andreas Öberg, MLC, Carlos Okabe                        | 4:05     |  |
| 11. | «Moon Drop»               | Sara Sakurai                   | Chris Meyer, Shunsuke Harada                            | 3:40     |  |
| 12. | «Love»                    | Sara Sakurai                   | Kenzie                                                  | 4:22     |  |

## Ventas
Él álbum vendió más de 44 921 copias en su primera semana de lanzamiento.